# Aspicilia supertegens
Aspicilia supertegens är en lavart som beskrevs av Arnold. Aspicilia supertegens ingår i släktet Aspicilia, och familjen Megasporaceae. Enligt den finländska rödlistan är arten otillräckligt studerad i Finland. Arten är reproducerande i Sverige. Artens livsmiljö är fjällklippor, block- och stenmarker.